# Stenospermation wallisii
Stenospermation wallisii — вид квіткових рослин із родини кліщинцевих (Araceae), роду Stenospermation. Це витка рослина, рідним ареалом якої є Колумбія, Еквадор, Перу.